# 21-ша група армій
21-ша група армій (англ. 21st Army Group) — оперативно-стратегічне об'єднання британських та канадських збройних сил часів Другої світової війни.
21-ша група армій була створена в Лондоні у липні 1943 року, й складалася з двох польових армій (британської та американської) з формуваннями забезпечення, підтримки й обслуговування. Основним призначенням групи армій була підготовка британсько-канадського компоненту союзних сил вторгнення для операції «Оверлорд». З висадкою англо-американських військ у Нормандії, 21-ша група армій фельдмаршала Б. Монтгомері зіграла важливу роль у битвах на Європейському театрі війни й брала участь у боях та операціях у Північній Франції, Люксембурзі, Бельгії, Нідерландах та Німеччині з червня 1944 до завершення військових дій у Європі у травні 1945. Після війни група армій перетворена на Британську Рейнську армію (BAOR).

## Історія
21-ша група армій була створена на Британських островах, як основна ударна сила сухопутного компоненту сил вторгнення союзників до Європи. До її складу увійшли 1-ша американська та 2-га британська армії, загальне керівництво перебрав на себе британський генерал Бернард Пейджет. У процесі висадки військ до Нормандії та поступово нарощування чисельності американських військ на континенті, керівництво США вивело свою армію до окремої 12-ї групи армій США під командуванням генерал-лейтенанта Омара Бредлі, а 21-ша група армій збільшилася за рахунок 1-ї канадської армії.
Група армій під командуванням фельдмаршала Б. Монтгомері вела бої на східному фланзі плацдарму, в районі Кану. З проривом американськими військами фронту німецької оборони, британсько-канадські війська розвинули наступ вглиб французької території та далі на Нижні країни.
Наприкінці 1944 року група армій вела бойові дії на території Бельгії, Голландії, поступово звільняючи ці країни від німецької окупації. Британські та канадські війська брали участь в операціях «Маркет-Гарден», битві на Шельді, Арденнській операції, вторгненні союзних військ у західну Німеччину та розгромі військ Вермахту у Рурському котлі.
4 травня 1945 року фельдмаршал Б.Монтгомері прийняв на Люнебурзькому пустищі капітуляцію німецьких військ у Нідерландах, північно-західній Німеччині та Данії.